# NAMC YS-11
NAMC YS-11 je dvomotorno turbopropelersko potniško letalo, ki ga je zasnoval japonski konzorcij Nihon Aircraft Manufacturing Corporation - NAMC. S programom so začeli leta 1954, prvi let je bil 30. avgusta 1962. V proizvodnji je bil do leta 1974, skupaj so jih zgradili 182. 82 od teh letal so izvozili v 15 drugih držav.
V 1950-ih je japonsko Ministrstvo za mednarodno trgovino in industrijo hotelo manjše regionalno letalo, ki bi nadomestilo batno gnane Douglase DC-3. Za razvoj letala so  ustanovili konzorcij NAMC, katerega člani so bili Mitsubishi Heavy Industries, Kawasaki Heavy Industries, Fuji Heavy Industries, Shin Meiwa, Showa Aircraft Industry Company in Japan Aircraft Industry Company.
Z julijem 2011 je bilo v komercionalni uporabi še pet letal, ki so bile v lasti Transair Cargo, Air Link International Airways, Aero JBR, Aerodan in ALCON Servicios Aereos.

## Specifikacije (YS-11A-200)
Splošne karakteristike
- Posadka: 2
- Število sedežev: 64 potnikov
- Tovor: 5400 kg (11904 lb)
- Dolžina: 26,3 m (86 ft 3 in)
- Razpon kril: 32,0 m (105 ft 0 in)
- Višina: 8,99 m (29 ft 6 in)
- Površina kril: 94,83 m² (1020,4 ft²)
- Teža praznega letala: 14600 kg (32187 lb)
- Maks. vzletna teža: 23,500 kg (51,808 lb)
- Pogon letala: 2 ×  turbopropa Rolls-Royce Dart Mk.542-10K, 2250 kW (3030 KM)  vsak

 Zmogljivost 
- Potovalna hitrost: 454 km/h (245 vozlov, 282 mph)
- Doseg: 2200 km (1188 nmi, 1,367 milj)
- Višina leta: 6982 m (22900 ft)
- Hitrost vzpenjanja: 6,2 m/s (1220 ft/min)